# High school

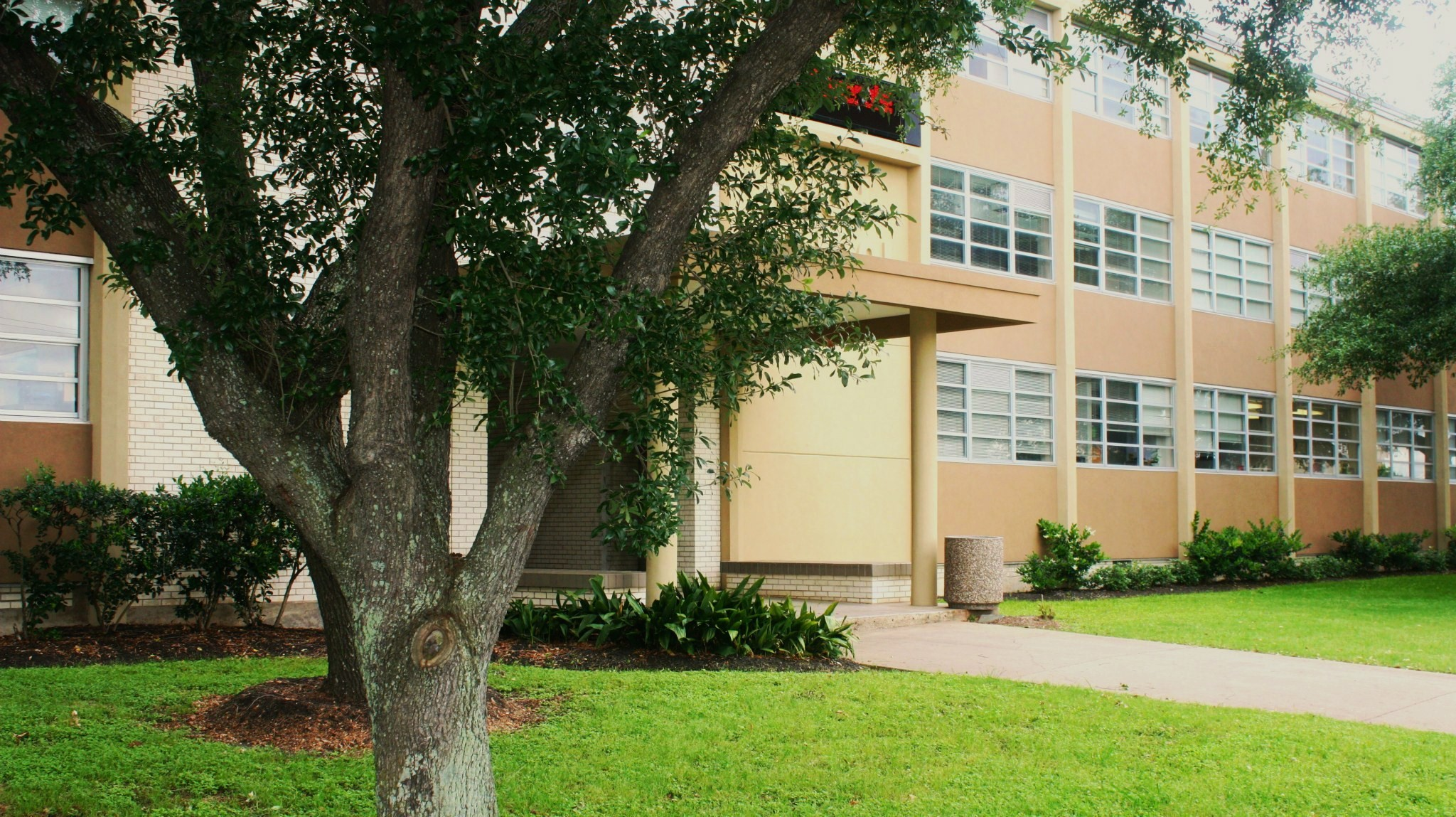
Lee High School.

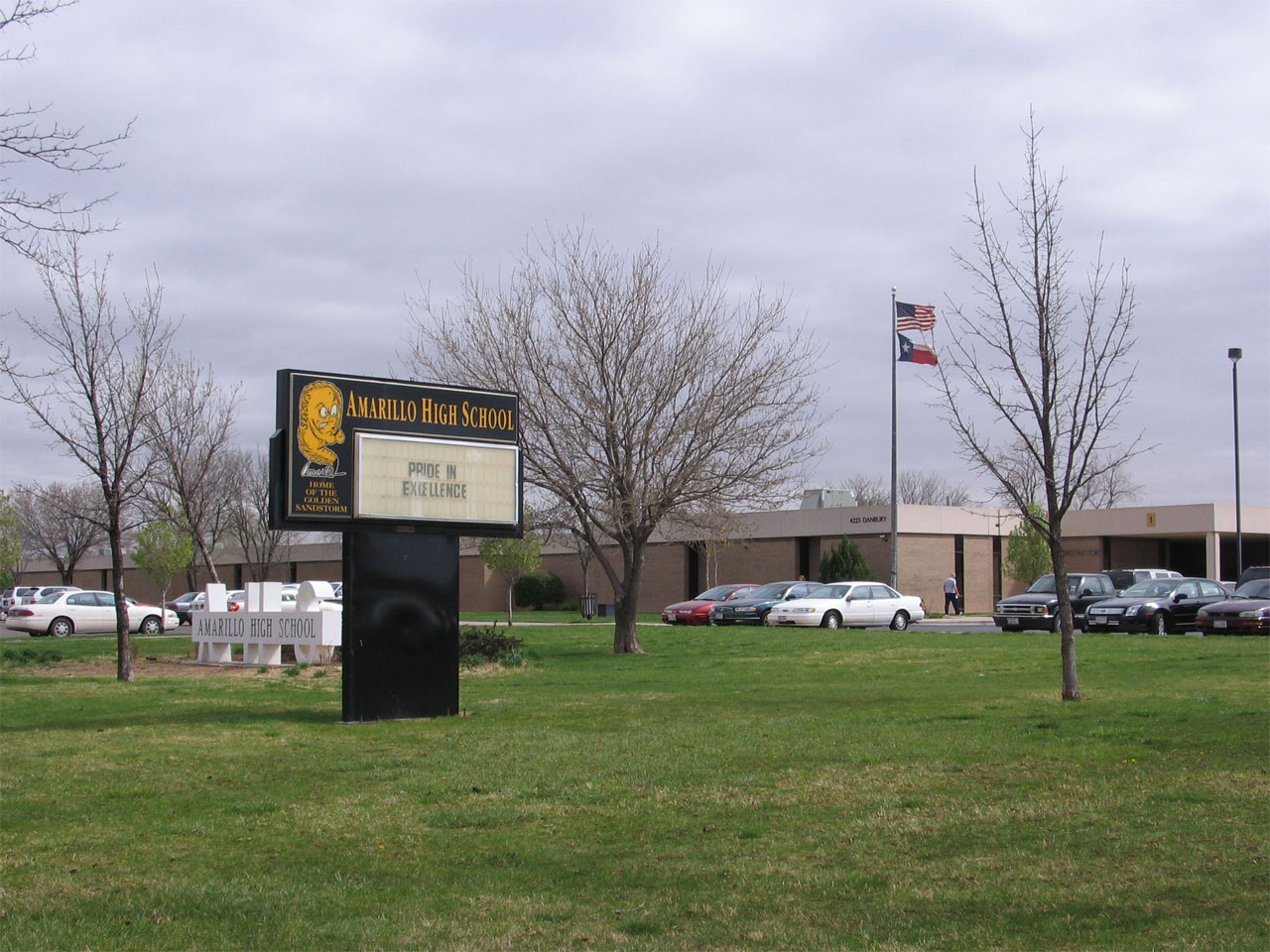
Amarillo High School.

High school (literalmente, en idioma español, «escuela alta, escuela elevada o escuela superior») es el nombre que reciben tanto los estudios como los establecimientos que los imparten durante los últimos cuatro años académicos correspondientes a la última etapa educativa anterior a la educación superior.
Es propio de Australia, Canadá, Corea del Sur, Estados Unidos, Filipinas, Hong Kong, Irlanda, Israel, Malasia, Mauricio, Nepal, Nueva Zelanda, Puerto Rico, Reino Unido, Singapur, Sudáfrica, República Dominicana, Taiwán y Japón.

## En Estados Unidos
Cubren los últimos cuatro años de la enseñanza preuniversitaria y reciben la denominación de noveno, décimo, undécimo y duodécimo grados. Los alumnos de cada uno de estos cursos se conocen como freshman, sophomore, junior y senior, respectivamente.
Normalmente, los estudiantes terminan el último curso a la edad de 18 años.
La tasa de graduación, o el número de estudiantes que reciben su diploma de high school, es del 90 %, con la excepción de algunas zonas urbanas y regiones atrasadas del país.
Tras conseguir el diploma de high school (high school diploma en idioma inglés), el estudiante puede continuar su educación, ingresando en una universidad y cursando estudios superiores. Los estudiantes que no consiguen este diploma, pueden examinarse posteriormente tras completar su formación y así conseguir un certificado de competencia académica de educación secundaria, o GED que les puede servir para ingresar en la enseñanza superior.

## En países hispanohablantes
Este tipo de institución académica recibe diversos nombres en los países hispanohablantes:
- En España, Argentina, Perú, Ecuador, Panamá, Uruguay y Bolivia se la llama secundaria o bachillerato.
- En Colombia oficialmente se le denomina Media Vocacional (10.º y 11.º grado, de 6.º a 9.º grado es la secundaria). Bachillerato.
- En España equivale a los dos últimos cursos de la Educación Secundaria Obligatoria (3.º y 4.º de la ESO) más los dos de Bachillerato (1.º y 2.º de Bachillerato).
- En México y Venezuela se le conoce como preparatoria o bachillerato.
- En Costa Rica es común que sea el nombre de un colegio privado especialmente bilingües en inglés y se dice bachillerato a los últimos años antes de entrar a la universidad.
- En Guatemala se la denomina nivel diversificado debido a que ofrece una profesión completa previa a la Universidad, sumando diversidad de profesiones técnicas y bachilleratos con especialidad en áreas tales como perito en contabilidad, electrónica, industria, dibujo/artes y otras.
- En otros países como Perú y Honduras se la conoce simplemente como secundaria, con un sistema similar al de Guatemala.
- En República Dominicana se la llama secundaria o bachillerato.
- En Paraguay se le conoce como curso de la media.
- En Chile se le conoce como Educación media o Enseñanza media.
- En El Salvador se le conoce como bachillerato y comprende entre dos o tres años de estudio.
- En Cuba se le llama instituto preuniversitario o simplemente pre, a las escuelas de la enseñanza media que incluyen los últimos tres grados anteriores a la educación superior.